# Brügger & Thomet APR
APR (англ. Advanced Precision Rifle — вдосконалена високоточна гвинтівка) — сімейство снайперських гвинтівок розроблене в Швейцарії в 2003 році як подальший розвиток гвинтівок PGM Précision французького підприємства Brügger & Thomet (B&T або B+T).
В Україні підприємство "Тактичні системи" ("Tactical Systems") виготовляє ліцензійні копії гвинтівок під маркою TS.M.308 та TS.M.338 або TS 308 та TS 338 відповідно.

## Історія
Компанія B+T була дистриб'ютором гвинтівок PGM та в 2003 році змагалась на тендері Сингапурської армії з постачання високоточних гвинтівок калібру 7,62×51 мм НАТО. Пропонувались гвинтівки французького виробництва з внесеними модифікаціями на підприємстві у Швейцарії. Внаслідок серії непорозумінь стосовно права на продаж гвинтівок PGM Армії Сингапуру, Brügger & Thomet ухвалила рішення вдосконалити конструкцію гвинтівок та виготовити їх на власному підприємстві у Швейцарії. Снайперська гвинтівка Brügger & Thomet APR308 була вперше показана на виставці Milipol в 2005 році й була взята на озброєння Армії Сингапуру.
Використовувалась під час війни на сході України. 05.05.2014 р. під час нападу на колону спецназу здійснено постріл на 1915 метрів із модифікації 338.[джерело?]
Основними конкурентами APR є гвинтівки PGM Précision, Accuracy International Arctic Warfare, та Sako TRG. Гвинтівки цих моделей мають подібні тактико-технічні характеристики.

## Конструкція

### Особливості
Гвинтівки сімейства APR мають модульну конструкцію. Згідно заявам виробника, попри те, що гвинтівки є високоточним інструментом, вони здатні зберігати свої тактико-технічні характеристики навіть в суворих умовах реальних військових дій.
Основним елементом конструкції є нижня частина ствольної коробки, до якої кріпиться решта елементів. В неї інтегрований амбідекстерний запобіжник. До нижньої частини ствольної коробки кріпиться верхня частина, в якій розташована затворна група, ударно-спусковий механізм, складний приклад, інше приладдя та консольно підвішений ствол. Контактна поверхня між верхнім і нижнім приймачем функціонує як нетрадиційна поверхня ложа.
У верхній частині ствольної коробки знаходиться ступорне кільце та рейка Пікатіні для кріплення оптичного прицілу. В цю рейку вбудований резервний відкритий приціл, який відкоригований в заводських умовах. Гвинтівки APR мають традиційний поворотний затвор з трьома радіальними бойовими упорами. Затвор потребує повороту на 60°, що має спростити швидку стрільбу.
Приклад виготовлений з полімерів та прикріплений до нижньої частини ствольної коробки. Має отвори для встановлення регульованих по висоті сошок. Система живлення використовує знімний коробчатий магазин на 10 набоїв. Затвор блокується коли магазин порожній. Магазин встановлюється крізь нижню частину ствольної коробки до верхньої частини і утримується скобою, що інтегрована в спусковий механізм.

### Боєприпаси
APR308 була створена для стрільби набоями .308 Winchester та його військовим варіантом 7,62×51 мм НАТО (які мають дещо різні характеристики). Система APR308 здатна працювати з набоями щонайбільше 71,3 мм завдовжки.
При використанні рекомендованих набоїв APR308 має купчастість бою ≤ 1 MOA на будь-якій практичній відстані. Brügger & Thomet гарантує ймовірність 99 % влучення з першого пострілу у головну мішень на відстані 400 м та корпусну мішень на відстані 800 м. Максимальна ефективна відстань бою рекомендованими набоями становить: для RUAG Swiss P 10,87 г (168 гран) до 600 м, Norma Diamond Line 12.31 г (190 гран) до 1000 м, Lapua D46 12 г (185 гран) до 1000 м.
При прийняті гвинтівки на озброєння Збройних Сил України, одночасно були прийняті на озброєння 7,62×51 мм гвинтівкові набої RUAG Swiss P Ball, RUAG Swiss P Target, RUAG Swiss P АР, RUAG Swiss P STYX Action, RUAG Swiss P Tactical, Lapua D46.

### Аксесуари
Brügger Thomet також пропонує швидкознімні глушники власного виробництва. Глушник APR308 GRS зменшує звукову сигнатуру зброї на 36 дБ (А), а також знижує помітність спалаху порохових газів.
Серед інших аксесуарів, що йдуть в комплекті з гвинтівкою є легкий м'який контейнер для транспортування, потрійний рейковий інтерфейс, що легко кріпиться до шасі та має три додаткові рейки Пікатіні.

## Модифікації
APR308 доступна в декількох спеціалізованих варіантах. APR308P розроблена для використання правоохоронцями та має коротший ствол 500 мм завдовжки та інше дульне гальмо. Гвинтівка не має резервного прицілу та призначена для використання виключно разом з оптичними прицільними пристосуваннями. Не має запобіжника від падіння, а через коротший ствол ефективна відстань стрільби зменшилась до 600 м.
Версія APR308S має ствол 400 мм завдовжки та інтегрований глушник. Не має резервного прицілу та запобіжника від падіння, і може вести вогонь лише дозвуковими набоями (вага кулі 200–240 гран).
На основі APR308 була створена модель більшого калібру для роботи на більші відстані. APR338 під набій .338 Lapua Magnum представлена на виставці Міліпол в Парижі в 2007 році, надійшла у продаж в 2008 році. Система APR338 призначена для роботи з набоями не більше 94 мм завдовжки.
APR338 призначена для використання військовими для ураження живої сили супротивника на великій відстані. Brügger&Thomet заявляє, що гвинтівка дозволяє з ймовірністю не менше 99% влучити з першого пострілу в головну ціль на відстані 600 м та корпусну ціль на відстані 1300 м при використанні рекомендованих набоїв (Lapua Scenar 250 гран). Ствол гвинтівки має незвичний крок нарізів 279 мм (1:11 дюймів) вправо, який оптимізовано для стрільби набоями .338 калібру з кулями з високим аеродинамічним коефіцієнтом вагою до 16,85 г (260 гран). Можливе використання довших і важчих куль, таких як Sierra HPBT MatchKing .338 калібру 19,44 г (300 гран), але для них необхідний ствол з кроком нарізів 254 мм (1:10 дюймів) для стабілізації в умовах щільного холодного повітря Арктики. Ресурс точної стрільби ствола APR338 оцінюється в 2500 пострілів. На гвинтівку можливо встановити глушник APR338 GRS, що знижує акустичну сигнатуру пострілу до 25 дБ(А).

## Оператори
- Люксембург[6][9]
- Сінгапур: Армія Сингапуру (APR308).[10]
- Україна: були придбані для підрозділів спеціального призначення МВС напередодні Євро-12, однак перший загальновідомий випадок використання стався 20-21 лютого на вулиці Інститутській в Києві під час останніх днів спроби силового розгону Євромайдану;[1][2]. 7,62 мм снайперська гвинтівка BT APR308 (код предмета постачання за Військовим класифікатором — А2540018Y) та 7,62×51 мм гвинтівкові набої прийняті на озброєння Збройних Сил України наказом Міністра оборони України від 7 листопада 2012 року № 738[5]. Щонайменше одна одиниця була придбана для ЗС України та ГУР МО України для протидії російським диверсантам в 2014 році[11]